# Bistum Prince-Albert
Das Bistum Prince-Albert (lat.: Dioecesis Principis Albertensis) ist eine in Kanada gelegene römisch-katholische Diözese mit Sitz in Prince-Albert.

## Geschichte
Das Bistum Prince-Albert wurde am 4. Juni 1891 durch Papst Leo XIII. aus Gebietsabtretungen des Erzbistums Saint-Boniface als Apostolisches Vikariat Saskatchewan errichtet. Das Apostolische Vikariat Saskatchewan wurde am 2. Dezember 1907 durch Papst Pius X. zum Bistum erhoben und in Bistum Prince-Albert umbenannt. Es wurde dem Erzbistum Regina als Suffraganbistum unterstellt. Das Bistum Prince-Albert wurde am 30. April 1921 in Bistum Prince-Albert-Saskatoon umbenannt. Das Bistum Prince-Albert-Saskatoon gab am 6. Mai 1921 Teile seines Territoriums zur Gründung der Territorialabtei Saint Peter-Muenster ab. Am 9. Juni 1933 wurde das Bistum Prince-Albert-Saskatoon durch Papst Pius XI. mit der Apostolischen Konstitution Ecclesiarum omnium in die Bistümer Prince-Albert und Saskatoon geteilt.

## Ordinarien

### Apostolische Vikare von Saskatchewan
- 1891–1907 Albert Pascal OMI

### Bischöfe von Prince-Albert
- 1907–1920 Albert Pascal OMI

### Bischöfe von Prince-Albert-Saskatoon
- 1921–1933 Henri-Jean-Marie Prud’homme

### Bischöfe von Prince-Albert
- 1933–1937 Henri-Jean-Marie Prud’homme
- 1938–1952 Réginald Duprat OP
- 1952–1959 Léo Blais
- 1959–1983 Laurent Morin
- 1983–2008 Blaise-Ernest Morand
- 2008–2021 Albert Privet Thévenot MAfr
- seit 2021 Stephen Hero